# Championnats du monde de karaté 2021
Navigation
Édition précédente Édition suivante
Les Championnats du monde de karaté 2021, vingt-cinquième édition des Championnats du monde de karaté, ont lieu au Hamdan Sports Complex (en) de Dubaï, aux Émirats arabes unis, du 16 au 21 novembre 2021. Initialement programmés pour la fin de 2020, ils ont été repoussés à l'année suivante à cause de la pandémie de Covid-19.

## Médaillés

### Hommes
| Épreuve           | Or | Argent | Bronze |
| ----------------- | --- | --- | --- |
| Kata individuel   | Ryo Kiyuna (JPN) | Damián Quintero (ESP)                                                                                               | Mattia Busato (ITA) |
| Kata individuel   | Ryo Kiyuna (JPN) | Damián Quintero (ESP)                                                                                               | Ali Sofuoğlu (TUR) |
| Kata par équipe   | Japon Koji Arimoto Kazumasa Moto Ryuji Moto                                                                               | Espagne Sergio Galán Alejandro Manzana Raúl Martín                                                                  | Italie Mattia Busato Gianluca Gallo Alessandro Iodice                                                                                 |
| Kata par équipe   | Japon Koji Arimoto Kazumasa Moto Ryuji Moto                                                                               | Espagne Sergio Galán Alejandro Manzana Raúl Martín                                                                  | Turquie Emre Vefa Göktaş Enes Özdemir Ali Sofuoğlu                                                                                    |
| Kumite −60 kg     | Douglas Brose (BRA) | Angelo Crescenzo (ITA)                                                                                              | Abdelali Jina (MAR) |
| Kumite −60 kg     | Douglas Brose (BRA) | Angelo Crescenzo (ITA)                                                                                              | Iurik Ogannisian (RKF) |
| Kumite −67 kg     | Steven Da Costa (FRA) | Emil Pavlov (MKD)                                                                                                   | Ali El-Sawy (EGY) |
| Kumite −67 kg     | Steven Da Costa (FRA) | Emil Pavlov (MKD)                                                                                                   | Soichiro Nakano (JPN) |
| Kumite -75 kg     | Dastonbek Otabolaev (UZB)                                                                                                 | Abdalla Abdelaziz (EGY)                                                                                             | Nurkanat Azhikanov (KAZ) |
| Kumite -75 kg     | Dastonbek Otabolaev (UZB)                                                                                                 | Abdalla Abdelaziz (EGY)                                                                                             | Thomas Scott (USA) |
| Kumite -84 kg     | Youssef Badawy (EGY) | Fabián Huaiquimán (CHI)                                                                                             | Yuta Mori (JPN) |
| Kumite -84 kg     | Youssef Badawy (EGY) | Fabián Huaiquimán (CHI)                                                                                             | Jessie Da Costa (FRA) |
| Kumite +84 kg     | Gogita Arkania (GEO) | Simone Marino (ITA)                                                                                                 | Anđelo Kvesić (CRO) |
| Kumite +84 kg     | Gogita Arkania (GEO) | Simone Marino (ITA)                                                                                                 | Asiman Gurbanli (AZE) |
| Kumite par équipe | Italie Daniele De Vivo Gianluca De Vivo Ahmed El Sharaby Luca Maresca Simone Marino Michele Martina Lolrenzo Pietromarchi | Serbie Slobodan Bitević Vladimir Brezančić Stefan Joksić Ljubiša Marić Ðorđe Salapura Ðorđe Tešanović Bogdan Trikoš | Kazakhstan Nurkanat Azhikanov Igor Chikhmarev Abylay Toltay Nurniyaz Yeldashov Spandiyar Yerkebek Daniyar Yuldashev Beibarys Zhangbyr |
| Kumite par équipe | Italie Daniele De Vivo Gianluca De Vivo Ahmed El Sharaby Luca Maresca Simone Marino Michele Martina Lolrenzo Pietromarchi | Serbie Slobodan Bitević Vladimir Brezančić Stefan Joksić Ljubiša Marić Ðorđe Salapura Ðorđe Tešanović Bogdan Trikoš | Azerbaïdjan Panah Abdullayev Tural Aghalarzade Rafael Aghayev Tural Alakbarli Asiman Gurbanli Rafiz Hasanov Turgut Hasanov            |

### Femmes
| Épreuve           | Or                                                                            | Argent                                                       | Bronze                                                                   |
| ----------------- | ----------------------------------------------------------------------------- | ------------------------------------------------------------ | ------------------------------------------------------------------------ |
| Kata individuel   | Sandra Sánchez (ESP)                                                          | Hikaru Ono (JPN)                                             | Grace Lau (HKG)                                                          |
| Kata individuel   | Sandra Sánchez (ESP)                                                          | Hikaru Ono (JPN)                                             | Viviana Bottaro (ITA)                                                    |
| Kata par équipe   | Japon Saori Ishibashi Sae Taira Misaki Yabumoto                               | Espagne María López Lidia Rodríguez Raquel Roy               | Égypte Noha Amr Antar Aya Hesham Asmaa Mahmoud                           |
| Kata par équipe   | Japon Saori Ishibashi Sae Taira Misaki Yabumoto                               | Espagne María López Lidia Rodríguez Raquel Roy               | Italie Carola Casale Terryana D'Onofrio Michela Pezzetti                 |
| Kumite −50 kg     | Miho Miyahara (JPN)                                                           | Shara Hubrich (GER)                                          | Kateryna Kryva (UKR)                                                     |
| Kumite −50 kg     | Miho Miyahara (JPN)                                                           | Shara Hubrich (GER)                                          | Yasmin Nasr Elgewily (EGY)                                               |
| Kumite −55 kg     | Ahlam Youssef (EGY)                                                           | Trinity Allen (USA)                                          | Ivet Goranova (BUL)                                                      |
| Kumite −55 kg     | Ahlam Youssef (EGY)                                                           | Trinity Allen (USA)                                          | Anna Chernysheva (RKF)                                                   |
| Kumite −61 kg     | Jovana Preković (SRB)                                                         | Anita Serogina (UKR)                                         | Lynn Snel (NED)                                                          |
| Kumite −61 kg     | Jovana Preković (SRB)                                                         | Anita Serogina (UKR)                                         | Alexandra Grande (PER)                                                   |
| Kumite −68 kg     | Irina Zaretska (AZE)                                                          | Silvia Semeraro (ITA)                                        | Alizée Agier (FRA)                                                       |
| Kumite −68 kg     | Irina Zaretska (AZE)                                                          | Silvia Semeraro (ITA)                                        | Halyna Melnyk (UKR)                                                      |
| Kumite +68 kg     | María Torres (ESP)                                                            | Menna Shaaban Okila (EGY)                                    | Sofya Berultseva (KAZ)                                                   |
| Kumite +68 kg     | María Torres (ESP)                                                            | Menna Shaaban Okila (EGY)                                    | Lucija Lesjak (CRO)                                                      |
| Kumite par équipe | Égypte Feryal Abdelaziz Sohila Abouismail Yasmin Elhawary Menna Shaaban Okila | France Alizée Agier Léa Avazeri Laura Sivert Jennifer Zameto | Colombie Wendy Mosquera Geraldine Peña Diana Ramírez Shanee Torres       |
| Kumite par équipe | Égypte Feryal Abdelaziz Sohila Abouismail Yasmin Elhawary Menna Shaaban Okila | France Alizée Agier Léa Avazeri Laura Sivert Jennifer Zameto | Italie Lorena Busà Clio Ferracuti Alessandra Mangiacapra Silvia Semeraro |